# Seleção Turcomena de Futebol
A Seleção Turcomena de Futebol representa o Turcomenistão nas competições de futebol da FIFA.

## História
A exemplo de outras ex-repúblicas da URSS, o Turcomenistão é uma seleção jovem no cenário mundial. A federação de futebol foi fundada em 1992 e, no mesmo ano, a seleção estreou com uma derrota para o Cazaquistão (na época, filiado à AFC) por 1 a 0. Já no ano seguinte, a equipe foi vice-campeã da ECO Cup, torneio disputado entre seleções que fazem parte de um bloco econômico denominado Organização de Cooperação Econômica (em inglês, ECO), onde também fazem parte o Irã, a Turquia e diversos países da Ásia Central cuja maioria da população é muçulmana. Após esse feito, a equipe sempre foi eliminada nas primeiras fases, tanto nas Eliminatórias para a Copa do Mundo quanto nas Eliminatórias para a Copa da Ásia.
Em 2004, a história foi bastante diferente: a seleção alviverde classificou-se para a Copa da Ásia disputada na China e caiu no mesmo grupo que a Arábia Saudita, o Iraque e o Uzbequistão. Com um ponto em três jogos, os turcomenos deram adeus ao torneio na primeira fase. Mesmo assim, o ponto conquistado (empate em 2 a 2 contra a Arábia Saudita) foi motivo de celebração, por duas razões: gerou uma grande motivação nos atletas do país por terem empatado contra uma seleção que havia ido à Copa de 2002 e deixou o país em terceiro lugar no grupo na frente dos próprios sauditas, que perdeu seus dois jogos, mas marcou um gol a menos que o Turcomenistão, terminando assim em último lugar no grupo.

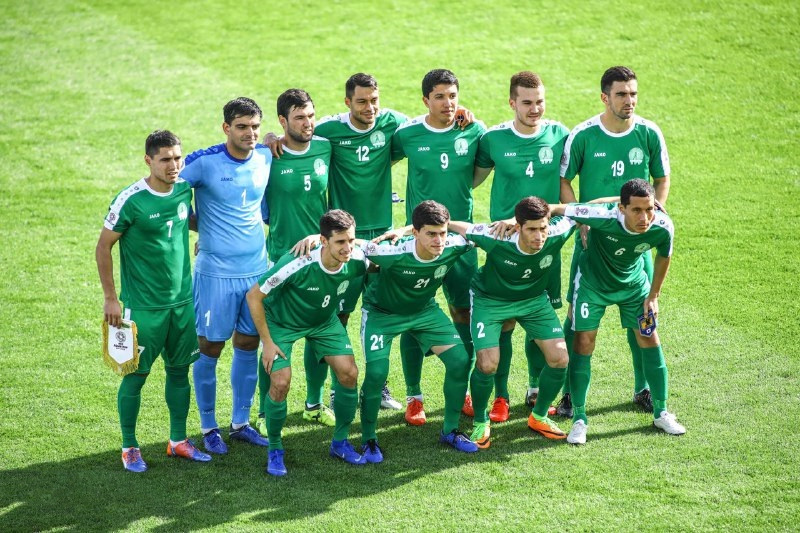
Jogadores do Turcomenistão antes da partida contra o Japão, pela Copa da Ásia de 2019.

Após 15 anos, o Turcomenistão disputaria a edição 2019 da Copa da Ásia. Ficou no Grupo F, juntamente com Japão, Omã e o vizinho Uzbequistão, perdendo os 3 jogos e ficou em 22º na classificação geral, à frente de Iêmen e Coreia do Norte. 19 dos 23 convocados por Ýazguly Hojageldyýew jogavam no futebol turcomeno (7 do Ahal, 11 do Altyn Asyr e um do Şagadam). Os outros 4 jogadores que atuavam fora do Turcomenistão foram Ruslan Mingazov (Slavia Praga), Ahmet Ataýew (Persela Lamongan), Ilya Tamurkin (Alga Bishkek) e o atual capitão da seleção, Arslanmyrat Amanow (FK Buxoro).

## Jogadores
Mesmo mostrando uma evolução, o Turcomenistão não possui jogadores bastante conhecidos em âmbito mundial. Apenas um, o meia Valeriy Broshin (falecido em 2009), teve a oportunidade de disputar uma Copa do Mundo, a de 1990, representando a União Soviética; o também meio-campista Rolan Gusev é o mais famoso jogador nascido no país, mas optou em jogar pela Rússia, onde atuou em 31 jogos entre 2000 e 2005 - fez parte do elenco que disputou a Eurocopa de 2004.
Outros jogadores de destaque dos Cavalos são o meia-atacante Wýaçeslaw Krendelew (com passagem pelo Amkar Perm), o atacante Wladimir Baýramow (que já jogou no Rubin Kazan e maior artilheiro da seleção), o também atacante Rejepmyrat Agabaýew (jogou entre 1994 e 2003 pela Seleção), o zagueiro Goçguly Goçgulyýew (fez boa parte de sua carreira em clubes do Uzbequistão e do Cazaquistão), o meio-campista Dmitriy Nezhelev (jogou pela Seleção entre 1998 e 2001), Artur Gevorkyan, também atacante (também com longa passagem pelo futebol uzbeque), Mämmedaly Garadanow, também jogador de ataque (teve curta passagem pelo FK Karvan do Azerbaijão), além do goleiro Pavel Kharchik (também com passagens pelo futebol russo), o meia Begençmuhammet Kulyýew (chegou a jogar no Irã), Guwançmuhammet Öwekow (com passagem pelo futebol da Ucrânia) e Ruslan Mingazov (revelação do futebol turcomeno).

## Desempenho em Copas
- 1930 a 1994 - Não participou, pois era parte da URSS.
- 1998 a 2022 - Não se classificou.

## Desempenho na Copa da Ásia
- 1956 a 1992 - Não participou, pois era parte da URSS.
- 1996 - Não se classificou.
- 1998 - Não se classificou.
- 2004 - Primeira fase.
- 2007 - Não se classificou.
- 2011 a 2015 - Não se classificou.
- 2019 - Primeira fase.
- 2023 - A disputar.

## Recordes
- Atualizado até 17 de junho de 2023[5]

Jogadores em negrito ainda em atividade pela Seleção Turcomena.
| #  | Jogador                | Partidas | Gols | Em atividade |
| -- | ---------------------- | -------- | ---- | ------------ |
| 1  | Arslanmyrat Amanow     | 56       | 14   | 2009–        |
| 2  | Bahtiýar Hojaahmedow   | 40       | 1    | 2008–2017    |
| 2  | Kamil Mingazow         | 40       | 3    | 1992–2004    |
| 4  | Serdar Annaorazow      | 39       | 0    | 2012–2019    |
| 4  | Omar Berdiýew          | 39       | 1    | 2000–2010    |
| 4  | Begençmuhammet Kulyýew | 39       | 11   | 1997–2006    |
| 7  | Ahmet Atayev           | 36       | 1    | 2012–        |
| 7  | Gurbangeldi Durdyýew   | 36       | 2    | 1992–2004    |
| 9  | Wladimir Baýramow      | 35       | 16   | 2000–2013    |
| 10 | Amandurdy Annadurdyýew | 33       | 2    | 1992–2003    |
| 10 | Şöhrat Söýünow         | 33       | 0    | 2011–        |

| #  | Jogador                | Gols | Partidas | Média por jogo | Em atividade |
| -- | ---------------------- | ---- | -------- | -------------- | ------------ |
| 1  | Wladimir Baýramow      | 16   | 35       | 0.46           | 2000–2013    |
| 2  | Arslanmyrat Amanow     | 14   | 56       | 0.25           | 2009–        |
| 3  | Çaryýar Muhadow        | 13   | 18       | 0.72           | 1992–2000    |
| 4  | Rejepmyrat Agabaýew    | 12   | 30       | 0.4            | 1994–2004    |
| 5  | Begençmuhammet Kulyýew | 11   | 39       | 0.28           | 2000–2013    |
| 6  | Berdymyrat Şamyradow   | 10   | 24       | 0.42           | 2008–2015    |
| 7  | Guwançmuhammet Öwekow  | 9    | 23       | 0.39           | 2003–2010    |
| 7  | Muslim Agaýew          | 9    | 25       | 0.36           | 1994–2007    |
| 7  | Altymyrat Annadurdyýew | 9    | 29       | 0.31           | 2015–        |
| 10 | Didargylyç Urazow      | 6    | 18       | 0.33           | 1996–2003    |
| 10 | Mämmedaly Garadanow    | 6    | 22       | 0.27           | 2004–2011    |

## Treinadores
| - Baýram Durdyýew (1992–1996) - Elguja Gugushvili (1996–1997) - Täçmyrat Agamyradow (1997–1998) - Viktor Pozhechevskyi (1998–1999) - / Gurban Berdyýew (1999) - Röwşen Muhadow (1999–2000) | - Täçmyrat Agamyradow (2000–2001) - Volodymyr Bezsonov (2002–2003) - Rahym Gurbanmämmedow (2003–2004) - Boris Grigorýanc (2005, interino) - Amangylyç Goçumow (2005–2006, interino) - Rahym Gurbanmämmedow (2007–2009) | - Boris Grigorýanc (2009–2010, interino) - Ýazguly Hojageldyýew (2010–2014) - Rahym Gurbanmämmedow (2014) - Amangylyç Goçumow (2015–2016) - Ýazguly Hojageldyýew (2017–2019) - Ante Miše (2019–2020) | - Röwşen Muhadow (2021) - Ýazguly Hojageldyýew (2021) - Said Seýidow (2022) - Ýazguly Hojageldyýew (2022) - Mergen Orazow (2023–) |